# Südafrikanische Cricket-Nationalmannschaft in Indien in der Saison 2005/06
Die Tour der südafrikanischen Cricket-Nationalmannschaft nach Indien in der Saison 2005/06 fand vom 16. bis zum 28. November 2005 statt. Die internationale Cricket-Tour war Bestandteil der Internationalen Cricket-Saison 2005/06 und umfasste fünf ODIs. Die Serie 2–2 unentschieden.

## Vorgeschichte
Indien spielte zuvor eine Tour gegen Sri Lanka, Südafrika gegen Neuseeland.
Das letzte Aufeinandertreffen der beiden Mannschaften bei einer Tour fand in der Saison 2004/05 in Indien statt.

## Stadien
Die folgenden Stadien wurden für die Tour als Austragungsort vorgesehen und am 6. September 2005 bekanntgegeben.
| Stadion                                    | Stadt     | Kapazität | Spiele |
| ------------------------------------------ | --------- | --------- | ------ |
| M. Chinnaswamy Stadium                     | Bangalore | 42.000    | 2. ODI |
| M. A. Chidambaram Stadium                  | Chennai   | 46.000    | 3. ODI |
| Rajiv Gandhi International Cricket Stadium | Hyderabad | 55.000    | 1. ODI |
| Eden Gardens                               | Kolkata   | 82.000    | 4. ODI |
| Wankhede Stadium                           | Mumbai    | 33.000    | 5. ODI |

## Kaderlisten
Südafrika benannte seinen Kader am 6. November 2005.
Indien benannte seinen Kader am 12. November 2005.
| ODI | ODI |
| Indien | Südafrika |
| --- | --- |
| - Rahul Dravid (K) - Ajit Agarkar - Mahendra Singh Dhoni (wk) - Gautan Gambhir - Mohammad Kaif - Murali Kartik - Irfan Pathan - Virender Sehwag - Rudra Singh - Harbhajan Singh - Yuvraj Singh - Sachin Tendulkar | - Graeme Smith (K) - Johan Botha - Mark Boucher (wk) - AB de Villiers - Andrew Hall - Jaques Kallis - Justin Kemp - Charl Langeveldt - Albie Morkel - André Nel - Makhaya Ntini - Justin Ontong - Robin Peterson - Shaun Pollock - Ashwell Prince |

## Tour Matches
| 14. November Scorecard | Hyderabad | Hyderabad Cricket Association XI 127 (42) | – | South Africans 132-2 (25.5) |
|                        |           | South Africans gewinnt mit 8 Wickets      |   |                             |

## One-Day Internationals

### Erstes ODI in Hyderabad
| 16. November Scorecard | Hyderabad | Indien 249-9 (50)               | – | Südafrika 252-5 (48.5) |
|                        |           | Südafrika gewinnt mit 5 Wickets |   |                        |

### Zweites ODI in Bangalore
| 19. November Scorecard | Bangalore | Südafrika 169-9 (50)         | – | Indien 171-4 (35.4) |
|                        |           | Indien gewinnt mit 6 Wickets |   |                     |

### Drittes ODI in Chennai
| 22. November | Chennai | Indien         | – | Südafrika |
|              |         | Spiel abgesagt |   |           |

### Viertes ODI in Kolkata
| 25. November Scorecard | Kolkata | Indien 188 (45.5)                | – | Südafrika 189-0 (35.5) |
|                        |         | Südafrika gewinnt mit 10 Wickets |   |                        |

### Fünftes ODI in Mumbai
| 28. November Scorecard | Mumbai | Südafrika 221-6 (50)         | – | Indien 224-5 (47.3) |
|                        |        | Indien gewinnt mit 5 Wickets |   |                     |

Der Südafrikaner André Nel wurde auf Grund der Verwendung von obszöner Sprache auf dem Feld mit einer Geldstrafe belegt.